# Corazzatura cementata Krupp
La corazzatura cementata Krupp è una variante evoluta della corazzatura Krupp, sviluppata nei primi anni del XX secolo.
Il processo di realizzazione della corazzatura è in gran parte lo stesso impiegato per la corazzatura Krupp con lievi modifiche nella composizione della lega di acciaio: 0,35% di carbonio, 3,90% di nichel, 2% di cromo, 0,35% di manganese, 0,07% di silicio, 0,025% di fosforo e 0,020% di zolfo.
La corazzatura cementata Krupp usa lo stesso procedimento per indurire la superficie dell'acciaio, la carbocementazione in fase gassosa, ma riesce a conferire una maggior elasticità al retro della piastra rispetto alla corazzatura Krupp. L'aumento notevole di elasticità riduce lo sfaldamento e le incrinature causate dai colpi nemici, caratteristica molto apprezzata in caso di intensi combattimenti. Le prove balistiche dimostrano che la corazzatura cementata Krupp e la corazzatura Krupp sono all'incirca uguali sotto gli altri aspetti.